# Stammzellgesetz
Das Stammzellgesetz (StZG) ist ein deutsches Gesetz zur Regelung von Einfuhr und Verwendung humaner embryonaler Stammzellen (hES-Zellen). Die im internationalen Vergleich restriktive Vorschrift und die Stichtagsregelung über die Einfuhr ausländischer Stammzellen sorgten seit Verabschiedung des Gesetzes für Kontroversen.

## Regelungsinhalt
Das Gesetz verbietet grundsätzlich die Einfuhr und Verwendung embryonaler Stammzellen (§ 1 StZG und § 4 Abs 1 StZG), gestattet aber ausnahmsweise deren Einfuhr und Verwendung für Forschungszwecke. Dafür ist allerdings eine behördliche Genehmigung erforderlich.
Diese Genehmigung ist von verschiedenen Voraussetzungen abhängig:
- Die Stammzellen müssen u. a. vor einem Stichtag im Ausland aus überzähligen IVF-Embryonen gewonnen worden sein, die für die Herbeiführung einer Schwangerschaft erzeugt wurden, für diese aber nicht mehr benötigt werden. Die Überlassung der Embryonen für Forschungszwecke darf ferner nicht gegen Entgelt erfolgt sein. Zudem muss die Herstellung der Stammzellen in Übereinstimmung mit der Rechtslage im Herkunftsland erfolgt sein (§ 4 Abs. 2 StZG). Im Frühjahr 2008 beschloss der Bundestag eine Gesetzesnovelle, in deren Ergebnis der Stichtag vom 1. Januar 2002 auf den 1. Mai 2007 verschoben wurde.
- Eine Einfuhr und Verwendung von hES-Zellen ist nur für Forschungszwecke statthaft, wobei die Forschungsarbeiten an hES-Zellen hochrangigen wissenschaftlichen Zielen dienen müssen. Das Forschungsprojekt muss „soweit wie möglich“ an anderen Zellen (beispielsweise tierischen Zellen) vorgeklärt sein, und es muss dargelegt werden, dass andere Zellarten (beispielsweise tierische embryonale Stammzellen oder humane adulte Stammzellen) nicht in gleicher Weise wie hES-Zellen zum Erreichen der Forschungsziele geeignet sind (§ 5 StZG). Das Vorliegen dieser Voraussetzungen wird auch von der Zentralen Ethik-Kommission für Stammzellenforschung (ZES) überprüft. Das Ergebnis dieser Prüfung wird der Genehmigungsbehörde, dem Robert Koch-Institut (RKI), übermittelt. Eine von der Einschätzung der ZES abweichende Entscheidung über einen Antrag ist von der Genehmigungsbehörde zu begründen (§ 6 Abs. 3 StZG).

## Kontroverse
Die von Anfang an umstrittene Stichtagsregelung wurde eingeführt, um zu verhindern, dass ein erhöhter Bedarf an humanen embryonalen Stammzellen, der ggf. durch Forschung an diesen Zellen in Deutschland entstehen könnte, durch die Ableitung neuer embryonaler Stammzellen im Ausland gedeckt wird, was einen – vom deutschen Gesetzgeber nicht gewollten – erhöhten Embryonenverbrauch außerhalb Deutschlands bewirken könnte. Im Vorfeld der Verschiebung des Stichtags im Frühjahr 2008 entflammte die Debatte um das deutsche Stammzellgesetz erneut.